# Thiên Trì (Thiên Sơn)
Thiên Trì (tiếng Trung: 天池; bính âm: tiānchí) là một hồ trên núi nằm ở phía bắc của dãy Bác Cách Đạt Sơn, một phần của dãy Thiên Sơn, thuộc khu tự trị Duy Ngô Nhĩ Tân Cương, tây bắc Trung Quốc. Nó nằm cách khoảng 30 km (19 dặm) về phía nam của thành phố Phụ Khang và 45 km (28 dặm) về phía đông của Ürümqi. Đây là một hồ trên núi hình thành trong kỷ băng hà Đệ tứ.
Hồ này nằm ở độ cao 1.907 mét (6.257 ft) so với mực nước biển và có diện tích 4,9 km vuông (1,9 dặm vuông). Điểm sâu nhất của hồ đạt 105 mét (344 ft).